# Liste der Stolpersteine in Wiltingen
In der Liste der Stolpersteine in Wiltingen werden die vorhandenen Gedenksteine aufgeführt, die im Rahmen des Projektes Stolpersteine des Künstlers Gunter Demnig in der Ortsgemeinde Wiltingen bisher verlegt worden sind.
| Adresse                 | Name         | Inschrift                                                                           | Verlegedatum     | Bild | Anmerkung                                |
| ----------------------- | ------------ | ----------------------------------------------------------------------------------- | ---------------- | ---- | ---------------------------------------- |
| Bahnhofstraße 67 · () · | Maria Meyer  | Hier wohnte Maria Meyer Jg. 1873 deportiert 1941 Ghetto Łodz ermordet 18.2.1942     | 24. Februar 2007 |      | geboren am 5. November 1873 in Wiltingen |
| Bahnhofstraße 67 · () · | Julius Meyer | Hier wohnte Julius Meyer Jg. 1880 deportiert 1941 Ghetto Łodz ermordet              | 24. Februar 2007 |      | geboren am 25. März 1880 in Wiltingen    |
| Bahnhofstraße 67 · () · | Berta Meyer  | Hier wohnte Berta Meyer geb. Kallmann Jg. 1885 deportiert 1941 Ghetto Łodz ermordet | 24. Februar 2007 |      | geboren am 25. September 1885 in Irrel   |
| Bahnhofstraße 67 · () · | Gerda Meyer  | Hier wohnte Gerda Meyer Jg. 1914 Flucht 1939 Südafrika überlebt                     | 24. Februar 2007 |      |                                          |
| Bahnhofstraße 67 · () · | Edmund Meyer | Hier wohnte Edmund Meyer Jg. 1922 Flucht 1939 Südafrika überlebt                    | 24. Februar 2007 |      |                                          |